# Lambada (песня)
«Lambada» — песня франко-бразильской музыкальной группы Kaoma в музыкальном стиле ламбада. Была издана как сингл в 1989 году и впоследствии вошла в 1-й альбом группы.
Стала хитом лета 1989 года. Достигла первого места в чартах многих стран, включая Германию, Францию и Италию. В СССР стала популярной после показа в новогоднем выпуске «Новостей популярной музыки» 1 января 1990 г.
Kaoma выступала с ней в Москве, на большом празднике в Парке Горького.
Во всём мире было продано 15 миллионов экземпляров сингла с песней «Lambada». Во Франции, по состоянию на январь 2017 года, песня всё ещё в десятке самых продаваемых песен всех времён в этой стране — с 1 735 000 проданными экземплярами.

## История создания
Песня «Lambada» была кавером/плагиатом песни 1981 года боливийской группы Los Kjarkas «Llorando se fue», что привело к судебному иску, в результате которого группа Kaoma была вынуждена возместить убытки группе Los Kjarkas.

## Видеоклип
Клип рассказывал историю дружбы, любви и разлуки между двумя детьми — белой девочкой и мальчиком-негритёнком. В клипе они танцуют ламбаду, и девочка получает за это пощёчину от папы. Как пишет (в статье на своём сайте в 2013 году) французский еженедельник L’Express, их бешеный (фр. endiablée) танец остаётся в нашей памяти до сих пор.
Роли детей играли Чико и Роберта. Настоящее имя Чико — Вашингтон Оливейра, он родился в Бразилии 20 февраля 1979 года, на момент съёмок клипа ему было 10 лет. Полное имя Роберты — Роберта де Брито, она родилась в Бразилии 27 апреля 1979 года. После группы Kaoma они стали выступать как вокальный дуэт. Роберта пользовалась большой славой, но при этом получала угрозы смертью. Теперь (по состоянию на 2015 год) Чико — пастор в евангелической церкви. Роберта же ветеринар, живёт спокойной жизнью в городе Бразилиа.

## Чарты и сертификации
| Чарт (1989—1990)                             | Наив. поз. |
| -------------------------------------------- | ---------- |
| Австралия (ARIA)                             | 5          |
| Австрия (Ö3 Austria Top 40)                  | 1          |
| Бельгия/Фландрия (Ultratop 50)               | 1          |
| Канада (Танцевальн., RPM)                    | 3          |
| Канада (RPM)                                 | 78         |
| Европа (Eurochart Hot 100)                   | 1          |
| Финляндия (Suomen virallinen lista)          | 1          |
| Франция (SNEP)                               | 1          |
| ФРГ (GfK)                                    | 1          |
| Ирландия (IRMA)                              | 4          |
| Италия (FIMI)                                | 1          |
| Япония (Oricon)                              | 12         |
| Нидерланды (Dutch Top 40)                    | 1          |
| Новая Зеландия (Recorded Music NZ)           | 10         |
| Норвегия (VG-lista)                          | 1          |
| Испания (AFYVE)                              | 1          |
| Швеция (Sverigetopplistan)                   | 1          |
| Швейцария (Schweizer Hitparade)              | 1          |
| Великобритания (The Official Charts Company) | 4          |
| США (Billboard Hot 100)                      | 46         |
| США (Billboard Hot Latin Tracks)             | 1          |
| США (Billboard Hot Dance Club Play)          | 21         |

| Чарт (1989)                     | Поз. |
| ------------------------------- | ---- |
| Австрия Ö3 Austria Top 40       | 3    |
| Франция (SNEP)                  | 1    |
| Швейцария (Schweizer Hitparade) | 4    |
| Италия                          | 1    |
| Чарт (1990)                     | Поз. |
| Австралия (ARIA)                | 24   |

| Регион | Сертификация | Продажи   |
| --- | ------------ | --------- |
| Canada (MC) | Gold         | 50,000    |
| France (SNEP) | Platinum     | 1,735,000 |
| Germany (BVMI) | 2× Platinum  | 2,000,000 |
| Japan (RIAJ) | Platinum     | 266,000   |
| Netherlands (NVPI) | Platinum     | 60,000    |
| Sweden (IFPI Sweden) | Platinum     | 50,000    |
| Switzerland (IFPI Switzerland)                                                                                           | Gold         | 25,000    |
| United Kingdom (BPI) | Gold         | 400,000   |
| * Данные о продажах приведены только на основе сертификации. ^ Данные о тиражах приведены только на основе сертификации. |              |           |